# Лиса Меркауски
Лиса Ен Меркауски (енгл. Lisa Ann Murkowski) је америчка политичарка, поријеклом из Аљаске. Тренутно је на функцији сенаторке САД из Аљаске на коју је 2002. именовао њен отац Френк Меркауски, тадашњи гувернер Аљаске. Нови мандат у сенату освојила је на изборима 2004. Објавила је да ће се кандидовати и за наредни мандат на изборима 2010. Међутим, на страначким изборима за кандидата Републиканска странке поражена је од кандидата конзервативног Покрета чајанка Џоа Милера. Након овог пораза одлучила је да крене у самосталну кампању, позивајући грађане да на гласачким листићима допишу њено име (енгл. Write in). Према последњим резултатима избора, Лиса Меркауски побиједила у трци за сенатора Аљаске и тако постала прва жена и тек трећа особа у америчкој историји која је ушла у Сенат на начин да су грађани дописивали њено име на гласачким листићима.